# Schnarsleben
Schnarsleben ist ein Ortsteil der Gemeinde Hohe Börde bei Magdeburg in Sachsen-Anhalt.

## Lage

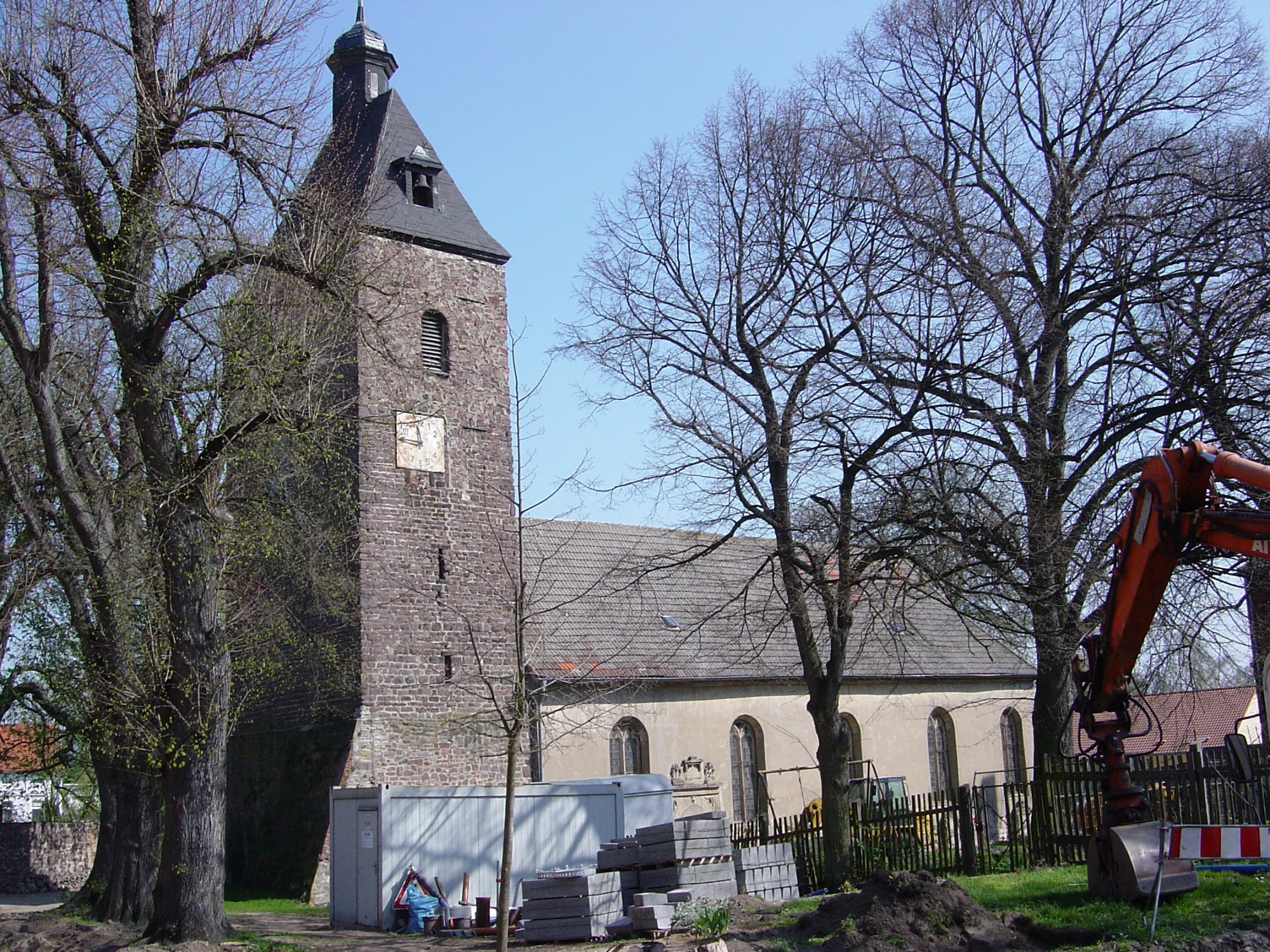
Kirche St. Stephanus in Schnarsleben

Das bereits am 1. Juli 1950 nach Niederndodeleben eingemeindete Schnarsleben schließt direkt nördlich an Niederndodeleben an. Es bildet mit dem ursprünglichen Niederndodeleben ein einheitliches Siedlungsgebiet. Nördlich der Ortslage befindet sich mit dem Großen Wartberg die höchste Erhebung der Magdeburger Börde.

## Geschichte

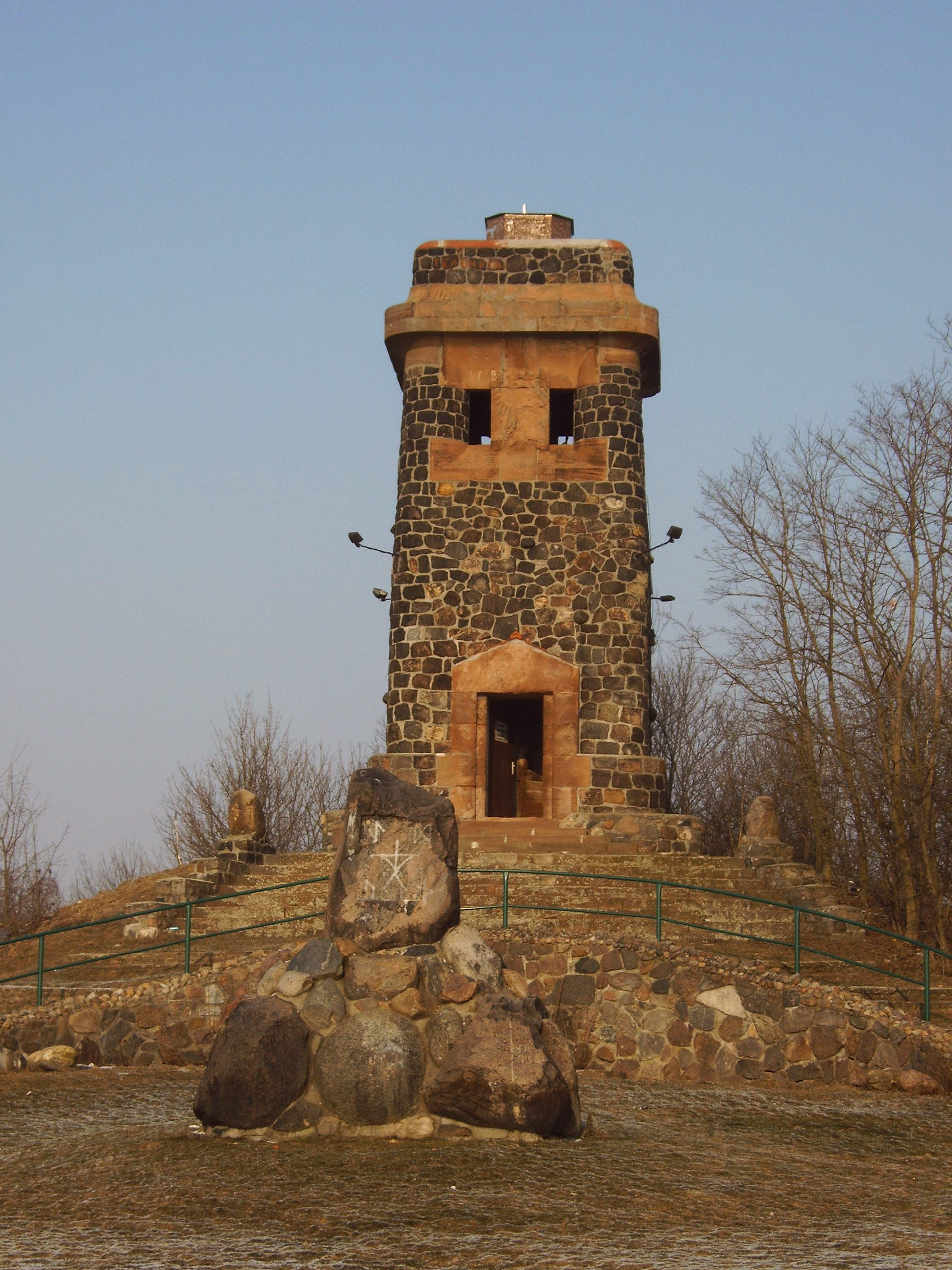
Bismarckturm Schnarsleben 2006

Eine erste urkundliche Erwähnung Schnarslebens erfolgte am 28. Juni 1152. In dieser Urkunde bestätigt Bischof Ulrich von Halberstadt dem Kloster Hillersleben seine Besitzungen. Der Bau der noch heute bestehenden Dorfkirche St. Stephanus begann in der 2. Hälfte des 12. Jahrhunderts.
1885 wurde die Freiwillige Pflichtfeuerwehr Schnarsleben gegründet, welche am 11. Mai 1925 in die Freiwillige Feuerwehr Schnarsleben umgegründet wurde. Im Jahr 1910 wurde der Bismarckturm erbaut.
In der Zeit der DDR wurde Schnarsleben am 1. Juli 1950 in das direkt südlich gelegene Niederndodeleben eingemeindet. Die Freiwillige Feuerwehr Schnarsleben bestand jedoch bis in das Jahr 2000 fort und wurde erst am 1. Juli 2000 mit der Freiwilligen Feuerwehr Niederndodeleben vereinigt.

## Bauwerke

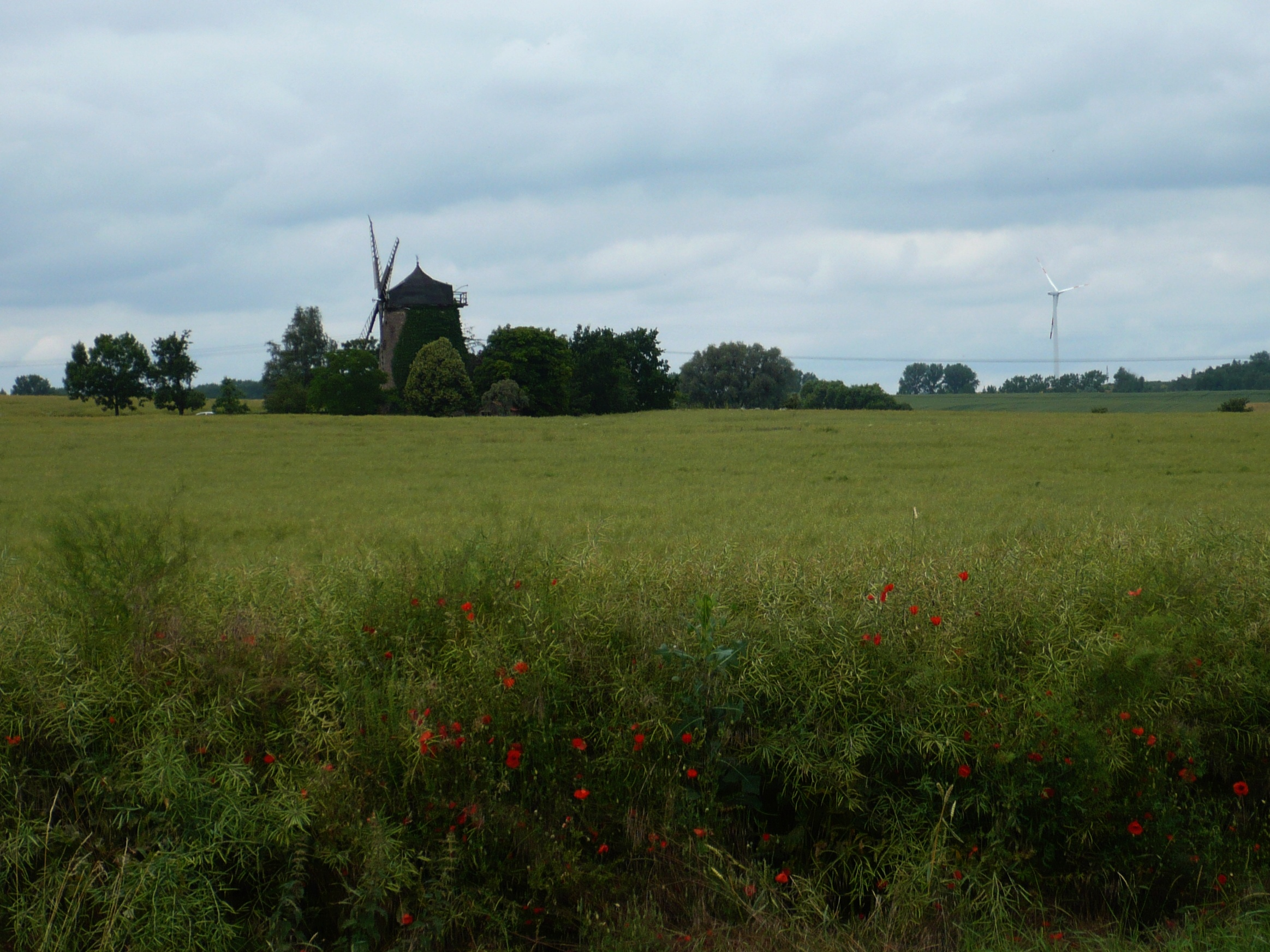
Windmühle in Schnarsleben

- Sankt-Stephanus-Kirche
- Historische Windmühle
- Bismarckturm

## Personen
In Schnarsleben geboren wurde:
- Otto Michaelis (1886–1965), deutscher Radsportler
- Gustav Wolter (1899–1967), deutscher Politiker
- Fritz Mohr (1919–1992), deutscher Schauspieler
- Helmut Gaube (* 1946), deutscher Fußballer

Der Theologe Heinrich Decimator († 1617) arbeitete als Pfarrer im Ort und verstarb auch hier.